# آرثر وجورج (رواية)
آرثر وجورج (بالإنجليزية: Arthur & George)‏ هي رواية للكاتب الإنجليزي جوليان بارنز، نشرت عام 2005، عن دار نشر جوناثان كيب. 